# Kloster Pons Mariae (Astheim)

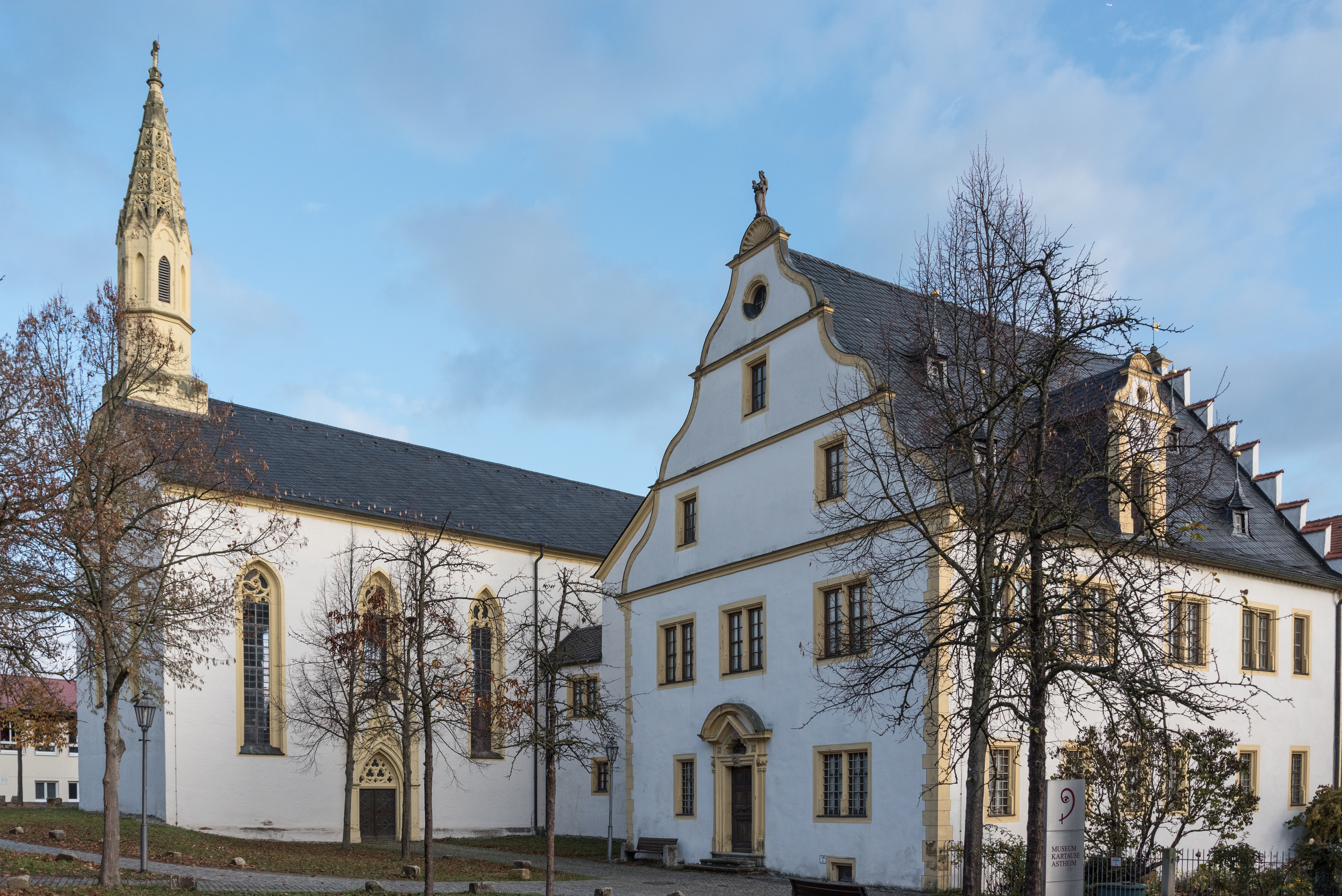
Die erhaltenen Reste des Klosters

Das Kloster Pons Mariae (Kloster Marienbrück) ist das Wahrzeichen des unterfränkischen Ortes Astheim. Es war ursprünglich eine Kartause der Kartäuser-Mönche. Das Kloster liegt nahe dem Main in der Mitte des Dorfs.

## Geschichte
Das Kartäuserkloster in Astheim existiert seit dem Jahr 1409. Die Stiftung der Herren von Seinsheim wurde bald darauf Dorfherr und damit weltlicher Herrscher über die Bewohner des Dorfes. In vielen Kriegen wurden die Klostergebäude zerstört, jedoch immer wieder aufgebaut. Mit dem Reichsdeputationshauptschluss endete am 20. Juni 1803 die Geschichte des Klosters.

### Stiftung und Etablierung (bis 15. Jahrhundert)

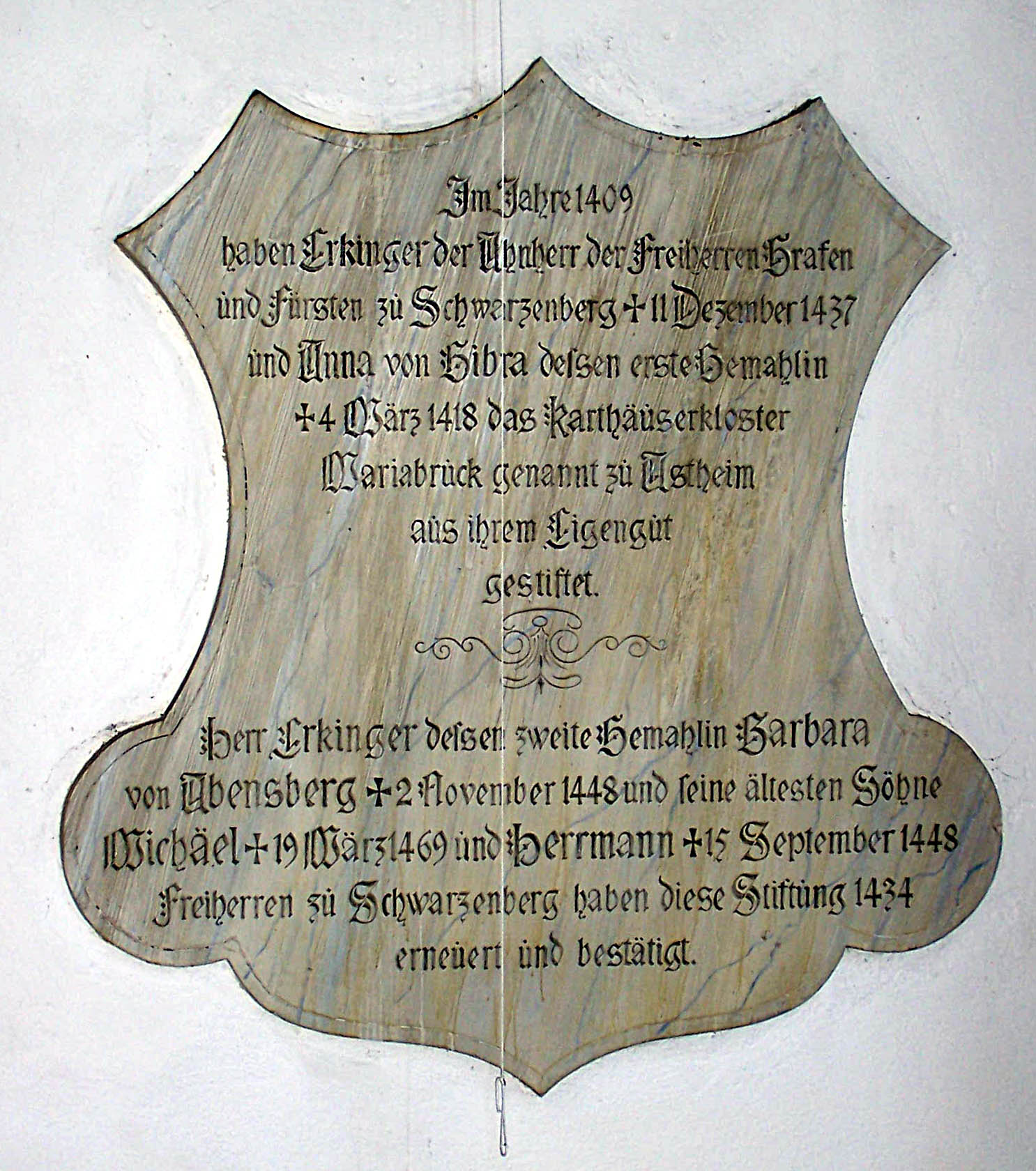
Eine Inschrift in der Kirche belegt die Stiftung

Die Geschichte des Klosters in Astheim ist eng mit der Adelsfamilie der Ritter von Seinsheim verbunden. Diese erhielt nach dem Jahr 1328 die Vogtei über das Dorf von den Grafen zu Castell. In der Mitte des Ortes hatte sich ein castell'sches Hofgut erhalten, das die neuen Besitzer übernahmen. Dieses Gut umfasste das gleiche Areal wie die spätere Kartause und war durch Mauer, Zaun und Graben geschützt. Daneben existierten ein Herrenhaus, eine Kapelle, mehrere Wirtschaftsgebäude und eine Mühle am Main.
Mit dem Herrschaftsantritt Erkingers VI. von Seinsheim, der sich im Jahr 1429 in Freiherr von Schwarzenberg umbenannte, begann ab 1404 der Umbau des Hofguts. Erkinger führte Gespräche mit dem Mönchsorden der Kartäuser, um das Gut in ein Kloster umzuwandeln. Er plante diesen Schritt, weil er Astheim als Grablege für sich und seine Familie auserkoren hatte. Am 2. Juni 1409 stiftete er dem Orden das Gelände, der sich sogleich daran machte, das Areal in ein Kloster umzuwandeln. Ein Jahr später folgte die Anerkennung des Konvents durch den Würzburger Fürstbischof Johann I. von Egloffstein.
Im Jahr 1413 erhielt das neu gegründete Kloster den Namen Domus Pontis B.M.V. in Astheim (Haus der Brücke der seligen Jungfrau Maria in Astheim) vom Mutterkloster im heutigen Frankreich. Der erste Prior war Baernardus, der aus der Kartause Tückelhausen nach Astheim kam. Im Jahr 1418 wurde Erkingers erste Frau Anna von Bibra als erste Person der Familie Seinsheim auf dem Gelände bestattet. Kurze Zeit später, im Jahr 1437, verstarb auch der Stifter selbst.
Erkingers Söhne Michael und Hermann von Schwarzenberg ernannten am 7. Februar 1440 die Prioren der Kartause als geistliche Herrscher des Dorfes Astheim. Die weltliche Gewalt hatten sie bereits seit der Gründung des Klosters inne. Neben dem Aufbau der Klostergebäude hatten sich die Mönche nun auch um die verwalterischen Angelegenheiten zu kümmern und konnten den Ortspfarrer einsetzen. Ihre erste Bewährungsprobe hatten die Kartäuser im Jahr 1487, als während einer Fehde die Herren von Thüngen die Gebäude des Klosters plünderten.

### Reformation und Gegenreformation (bis 17. Jahrhundert)
Die einsetzende Reformation des 16. Jahrhunderts ging auch am Kloster in Astheim nicht spurlos vorbei. Immer weniger Mönche traten in den Konvent ein und die Vorsteher der Gemeinschaft wurden oft ausgetauscht; ein Kartäuser, Mathes, versuchte im Jahr 1520 sogar, die Klostergebäude in Brand zu stecken. Mit dem Jahr 1500 begann ein Streit mit der nahegelegenen Stadt Volkach. Beide Seiten beharrten auf ihren Fischrechten im Main und den Nutzungsrechten an den Furten über den Fluss. Erst im 19. Jahrhundert wurden diese Zwistigkeiten beigelegt.
Im Jahr 1525 flohen die Kartäuser aus dem Kloster. Der Grund war der einsetzende Deutsche Bauernkrieg. Volkacher und Astheimer Bauern überfielen am 3. Mai 1525 die verlassene Kartause und plünderten sie. Kurze Zeit später, am 16. Mai, erschienen Gerolzhöfer Aufständische und zerstörten die Klostergebäude weiter. Der wertvollste Teil des Klosterschatzes war indessen nach Schweinfurt verbracht worden, wo er im Jahr 1554 vollständig vernichtet wurde.
Mit dem Jahr 1526 begann der Wiederaufbau des Klosters. Johann von Schwarzenberg gewährte dabei große finanzielle Unterstützung, obwohl seine Familie mittlerweile das protestantische Bekenntnis angenommen hatte. Die Arbeit führte Prior Jakobus Heil (1554–1563) fort. Er wurde von der Gegenreformation unter Fürstbischof Julius Echter von Mespelbrunn unterstützt, der sich an der Erneuerung der Klostergebäude beteiligte.

### Krieg und Rebellion (bis 19. Jahrhundert)

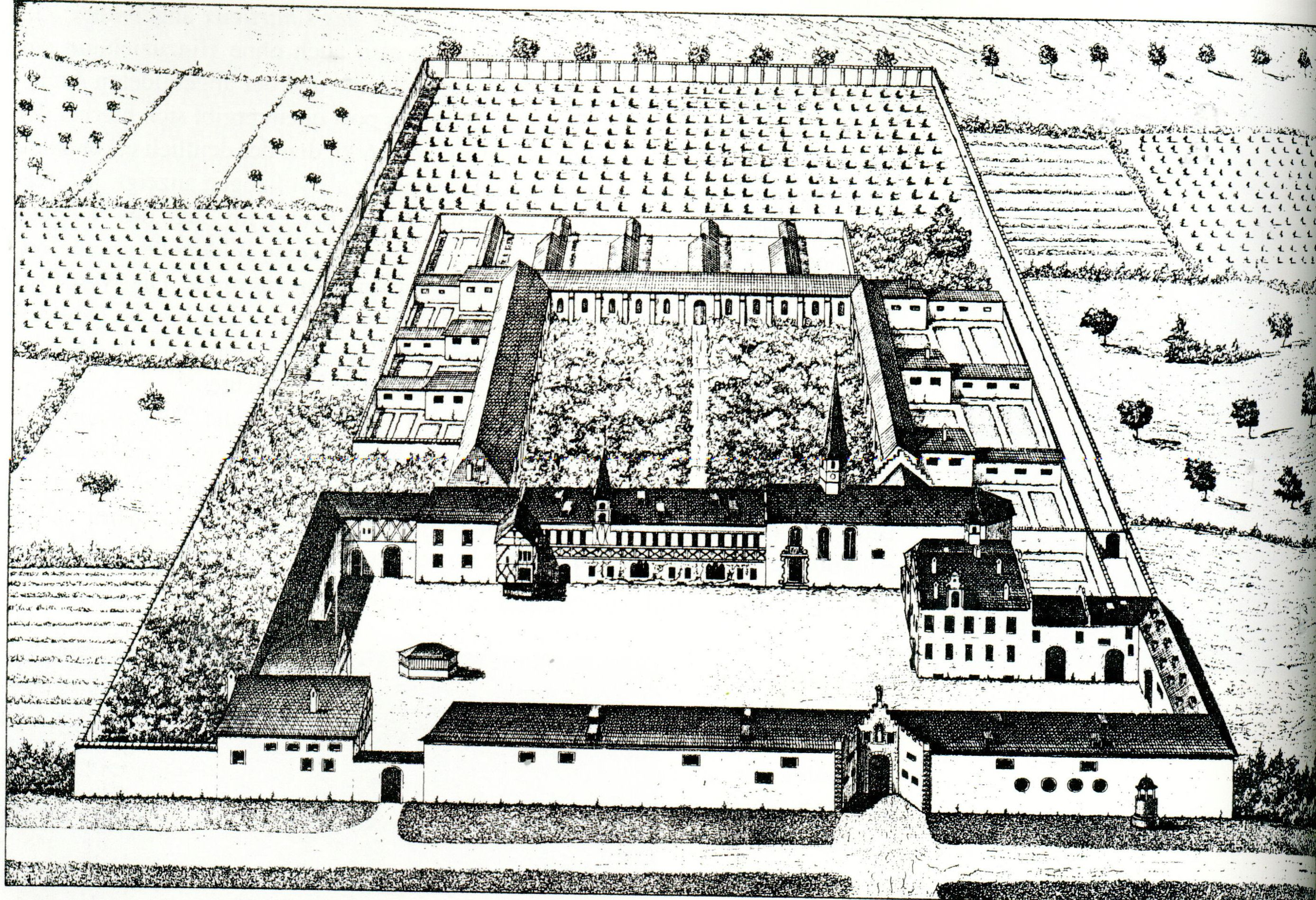
Die Kartause in einer alten Ansicht

Nach den Renovierungen, die bis ins 17. Jahrhundert dauerten, begann der Dreißigjährige Krieg. Im Jahr 1631 flohen die Mönche ins Umland der Kartause, nicht ohne vorher den Klosterschatz in den Geheimräumen des Klosters zu verstecken. Kurze Zeit später erreichten die Schweden Astheim. Im Jahr 1633 erhielt Astheim Friedrich von Rostein als neuen Dorfherren, der, vertreten durch seinen Administrator Max Weiß die Konventskirche in ein evangelisches Gotteshaus umwandeln ließ. Erst im Jahr 1634, nach dem Abzug der Schweden, konnten die Mönche nach Astheim zurückkehren. Der Krieg brach im Jahr 1648 erneut über die Kartause herein, als französische Soldaten das Kloster plünderten.
Nach dem Ende des Krieges begann wiederum der Aufbau der zerstörten Klostergebäude. Im Jahr 1660 gab es wieder 14 Professen in Astheim. Die meisten Erneuerungen fielen in die Amtszeit von Prior Georg Möhring (1670–1712). Im Jahr 1695 kam es zur „Astheimer Rebellion“ gegen die Frondienste für das Kloster. Eine Schlichtung durch den Prior schlug fehl, und nur die Truppen des Würzburger Fürstbischofs konnten den Aufstand niederringen.

### Auflösung und Nachnutzung (bis heute)
Mit dem Reichsdeputationshauptschluss und der anschließenden Säkularisation begann das Ende des Klosters. Am 1. Dezember 1802 übernahm Kurpfalz-Bayern das Kloster und unterstellte die Mönche seiner Gewalt. Am 20. Juni 1803 folgte die endgültige Auflösung der Kartause. Die Mönche wurden vertrieben und erhielten fortan eine kleine staatliche Unterstützung. Damit endete die fast 400 Jahre dauernde Geschichte der Kartäuser in Astheim. Insgesamt 43 Prioren hatten von 1409 bis 1803 im Kloster ihren Dienst verrichtet.
Im Jahr 1805 erwarben die Nachfahren der Fürsten von Schwarzenberg die Klostergebäude für 865 Gulden. Zuvor waren die Wirtschaftsgebäude bereits an den Wiesentheider Valentin Jörg verkauft worden. Mit dem Jahr 1814 wurde eine Nachnutzung der Kirche als Pfarrkirche Astheims diskutiert, dies scheiterte jedoch am Einwand des Besitzers der Wirtschaftsgebäude. Die Instandhaltung durch die alten Dorfherren rettete die Konventskirche dennoch vor dem Untergang. Nach einem Blitzschlag wurde sie im Jahr 1867 in neugotischen Formen teilweise neu errichtet. 1895 waren die meisten Gebäude des alten Klosters entweder an Privatleute verkauft oder bereits zerstört.
Nach dem Zweiten Weltkrieg verzichtete die Familie Schwarzenberg in den 1950er Jahren auf ihre Besitzungen im Dorf und verkaufte die Klostergebäude an die Gemeinde Astheim. Diese richtete dort bis 1972 ihr Rathaus in den Gebäuden ein. 1956/1957 wurde die Konventskirche umfassend renoviert und im Jahr 1987 die Aussegnungshalle des Ortes in der Kapelle des Klosters eingerichtet.
Heute befindet sich in der Kartause ein Museum, das sich der Geschichte der christlichen Bildverehrung verschrieben hat und zu den Museen der Diözese Würzburg gehört. Außerdem hat in den Räumlichkeiten das Archiv der Stadt Volkach eine dauerhafte Bleibe gefunden. Das Bayerische Landesamt für Denkmalpflege führt das ehemalige Kartäuserkloster unter der Denkmalnummer D-6-75-174-161. Die Nebengebäude, die heute in Privatbesitz sind, reihen sich an der Kartäuserstraße auf und werden unter den Nummern D-6-75-174-158 und D-6-75-174-162 eingeordnet.

### Baugeschichte

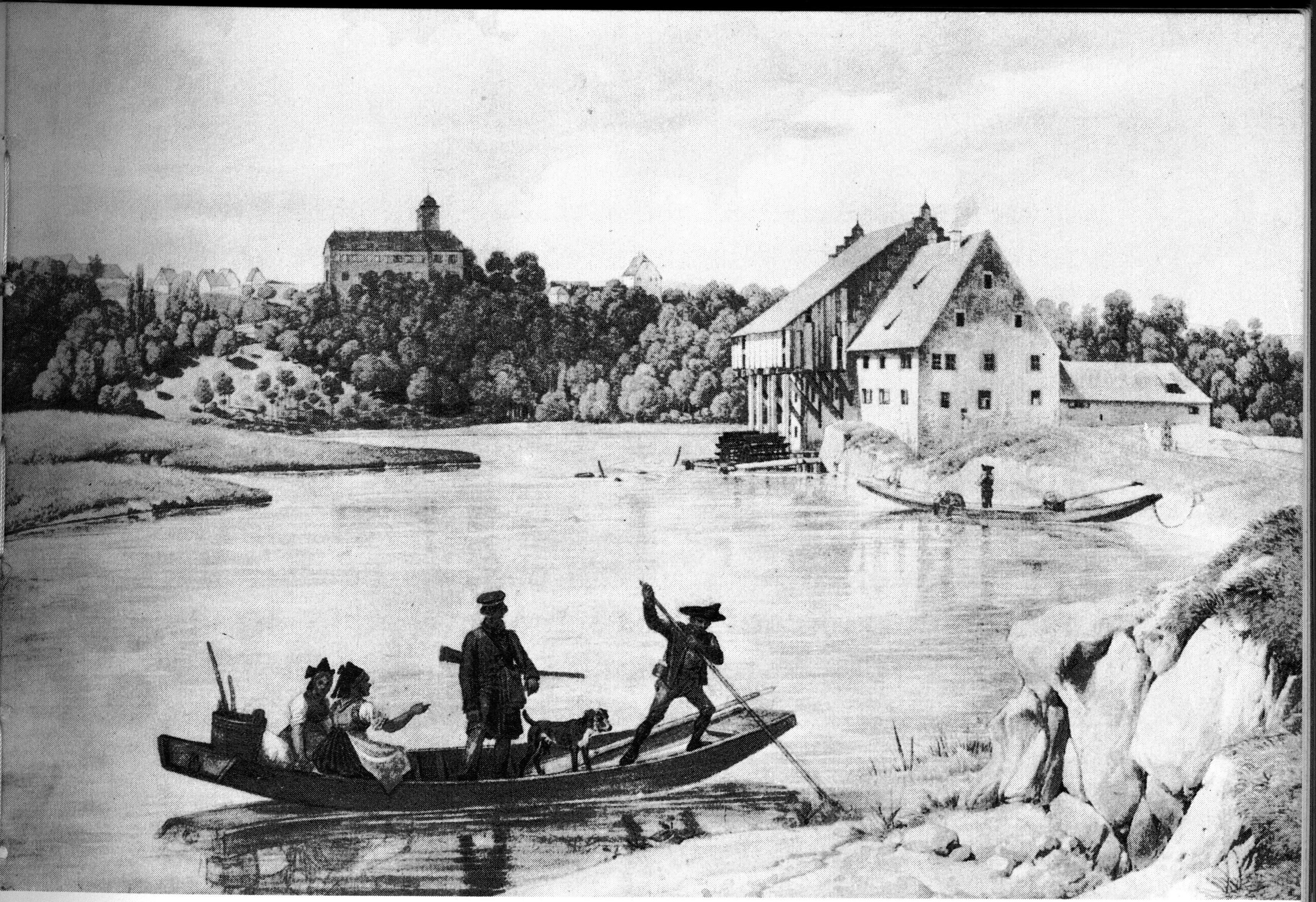
Die Klostermühle am Main im 18. Jahrhundert

Die Baugeschichte ist eng mit der Ereignisgeschichte des Klosters verknüpft. Die vielen Kriege und Auseinandersetzungen, in denen die Kartause zerstört wurde, bedingten die Bauphasen der Klostergebäude.
Das Hofgut umfasste im 14. Jahrhundert bereits das Areal der späteren Kartause, so dass die Mönche in die einfachen Holzbauten einziehen und die Umbaumaßnahmen Gebäude für Gebäude vornehmen konnten. Insbesondere das repräsentative Gutshaus, die sogenannte Schwarzenbergische Stube, die westlich der Kirche lag, blieb noch lange stehen. Im Jahr 1412 wurde erstmals auf dem Gelände gebaut, die Arbeiten waren allerdings noch nicht weit fortgeschritten. Die Mönche verrichteten ihre Gebete in der Nikolauskapelle, die sich westlich an das Herrenhaus anschloss.
In den Jahren 1418–1468/1469 errichtete man die ursprüngliche Kirche, die in Standort und Umfang der heutigen ungefähr glich. Obwohl im Jahr 1437 Erkinger von Schwarzenberg dort bereits bestattet wurde, zogen sich die Bauarbeiten bis in die zweite Hälfte des Jahrhunderts hin. Im Jahr 1440 begann der Bau der Mönchszellen, die rechteckig im Norden und Nordwesten der Kirche angelegt wurden. Zunächst wurden sechs Zellen geplant, in den Jahren 1443–1445 erweiterten die Mönche sie auf zehn. Die Zellen waren mit ihren Schmalseiten um einen Kreuzgang angeordnet, der in den Jahren 1469–1498 eingerichtet wurde.
Nach den Zerstörungen im Bauernkrieg waren im Jahr 1550 nur noch vier Zellen bewohnbar und die Kartäuser erneuerten sie. Ins 16. Jahrhundert fiel auch der Bau des Refektoriums westlich vom Herrenhaus. Im Jahr 1575 begann die Errichtung der Mainmühle des Klosters. In den Jahren 1583/1584 widmeten sich die Mönche den Verwaltungsgebäuden und erbauten das Priorat des Klosters im Norden der Kirche. Es ist noch erhalten, ebenso wie der Verbindungsgang zwischen Kirche und Priorat, der ebenfalls im Jahr 1584 fertiggestellt wurde. Der Anbau der Johanniskapelle folgte im Osten des Verbindungsgangs.
Im äußersten Südwesten des Geländes wurden 1586 die Stallungen angelegt. Im Jahr 1589 erneuerte man den Kreuzgang. Die Arbeiten im 16. Jahrhundert wurden 1599 mit dem Torhaus, der Klosterschmiede und mehreren Scheunen im Süden der Anlage abgeschlossen. Die Unterstützung durch den Würzburger Fürstbischof Julius Echter war wohl der Grund für die Erneuerung der Konventskirche in den Jahren 1603–1606. Hierbei wurden die Fundamente verstärkt, das Dach erneuert und ein Dachreiter auf der Mitte des Gebäudes angebracht. Die Weihe des neuen Gotteshauses nahm der Bischof persönlich vor.
Nach dem Dreißigjährigen Krieg, dem wiederum viele Klostergebäude zum Opfer gefallen waren, ging man in den Jahren 1671–1673 an den Umbau der Zellen und des Kreuzgangs. 1684 legte man die zwölfte Zelle der Kartause an. Zuvor, im Jahr 1674, hatten die Mönche im Süden des Geländes einen Weinkeller ausgehoben, der noch besteht.
Im 18. Jahrhundert entschloss man sich zum Abriss der Schwarzenbergischen Stube. 1714 wurde an ihrer Stelle ein neues Priorat errichtet und das alte als Prokuratur des Klosters umgewandelt. Im Jahr 1717 musste der Kreuzgang neu angelegt werden. Eventuell konnte für diese Arbeiten der Würzburger Stadt- und Landbaumeister Joseph Greissing gewonnen werden. 1723 wurde die Kirche innen barockisiert. Das 19. Jahrhundert und die Auflösung des Klosters brachten die weitgehende Zerstörung der Klostergebäude. Nur die Wirtschaftsgebäude im Süden und Westen blieben erhalten, während die repräsentativen Teile der Anlage weitgehend verschwanden.
Die Familie Schwarzenberg renovierte 1862/1863 lediglich die Kirche. Nur vier Jahre später machte ein Brand diese Arbeit zunichte, so dass die Kirche 1867 wieder erneuert werden musste. Hierbei erhielt sie ein neugotisches Portal, der Dachreiter wurde weit in den Westen verschoben und ebenfalls im Stile der Neugotik wieder aufgebaut. 1956/1957 restaurierte die Gemeinde Astheim die Kirche erneut. Die letzte, umfassende Erneuerung erhielten die bestehenden Gebäude im Jahr 1999.

## Architektur

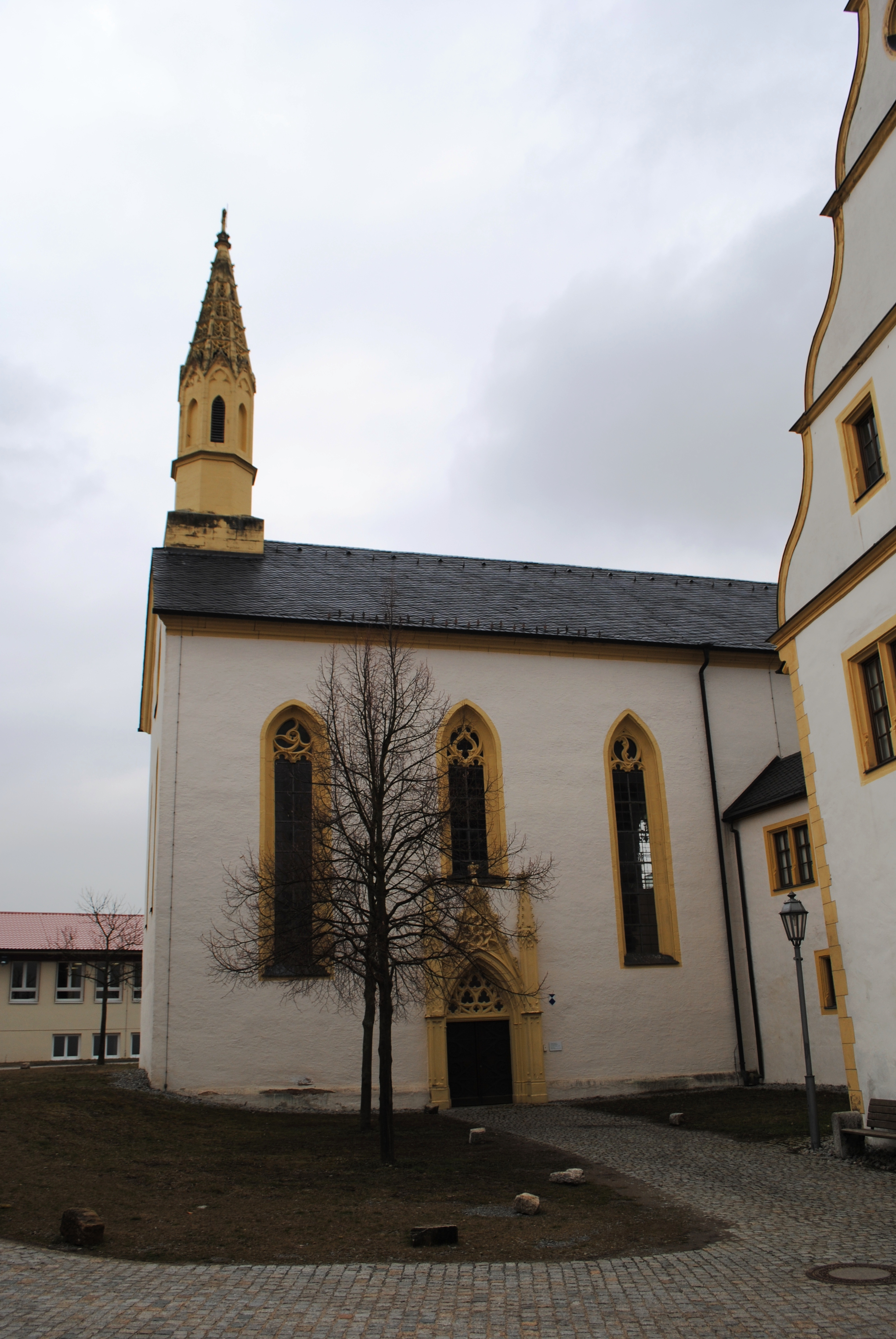
Die Südseite der Kirche

Die erhaltenen Gebäude befinden sich im Westen des ehemaligen Kartausengeländes. Es handelt sich um die Konventskirche mit dem angebauten Verbindungsgang, der zur ehemaligen Prokuratur überleitet und die sogenannte Johanniskapelle. Daneben haben sich einfache Wirtschaftsgebäude im Süden des Klosters erhalten. Ein Torbogen begrenzt das Areal, im Norden bestehen noch Reste der Klostermauer.

### Konventskirche
Die ehemalige Kirche des Klosters ist geostet. Sie ist einschiffig und hat als Saalkirche kein Querschiff. Ein Walmdach mit einem aufgesetzten Dachreiter im Westen bedeckt das Langhaus. Der Verbindungsgang schließt sich im Süden an das Kirchengebäude an und teilt es in zwei Teile. Der größte Teil des Gebäudes wurde im Jahr 1606 fertiggestellt und ist deshalb der Spätgotik zuzuordnen. Lediglich die West- und die Südseite der Kirche wurden nach einem Brand im 19. Jahrhundert erneuert. Die Kirche ist der Heiligen Dreifaltigkeit und der Jungfrau Maria geweiht.
Der Chor mit einem Fünfachtelschluss, der den Mönchen des Klosters vorbehalten war, besteht aus drei Jochen. Nach außen wird er durch Strebepfeiler mit vier Fensterachsen im Norden und drei im Süden dazwischen gegliedert. Die Fenster sind spitzbogig und mit Maßwerk. Innen wird der Chor durch ein Sterngewölbe strukturiert, das nach einem Joch in ein Netzgewölbe übergeht. Die Gewölbe laufen in verzierten Konsolen an der glatten Wand aus.
Das Langhaus, das den Bewohnern Astheims und den Laienbrüdern als Gottesdienstraum diente, ist wesentlich kleiner als der Chor. Wie er wird es von hohen Spitzbogenfenstern gegliedert. 1867 mussten diese Fenster erneuert werden, so dass ihr Maßwerk heute der Neugotik entspricht. Im Süden befindet sich ein ebenfalls neugotisches Portal mit Maßwerkgiebel und Fialen. Im Westen wurde ein mit Maßwerk verziertes Rundfenster angebracht. Zwei schmale Spitzbogenfenster gliedern diese Seite.
Der Dachreiter im äußersten Westen des Gebäudes auf einem Sockel ist achteckig und läuft in einem Maßwerkdach aus. Erreicht wird er durch eine Wendeltreppe im Inneren der Kirche. Der Treppenbau ersetzte im 19. Jahrhundert die frühere Fremdenempore. Im Langhaus ruht ein blau marmoriertes Netzgewölbe auf nach innen gezogenen Pfeilern.
Eine Besonderheit der Kirche ist der Lettner, der als besterhaltener Deutschlands gilt. Er trennte früher die Mönchs- von der Laienkirche und war mit seiner Plattform Zugang zum zweiten Geschoss mit Verbindungsgang und Kreuzgang. Der Lettner nimmt die halbe Gesimshöhe ein; seine Plattform wird von zwei Maßwerkbrüstungen begrenzt. Drei Arkadenbögen gliedern ihn unten, wobei die mittleren in Säulen auslaufen, während die äußeren in den Wänden enden. Unterhalb der Plattform befindet sich Kreuzrippengewölbe. Ein zentrales Rundbogenportal verbindet beide Teile der Kirche.

### Verbindungsgang und Johanniskapelle

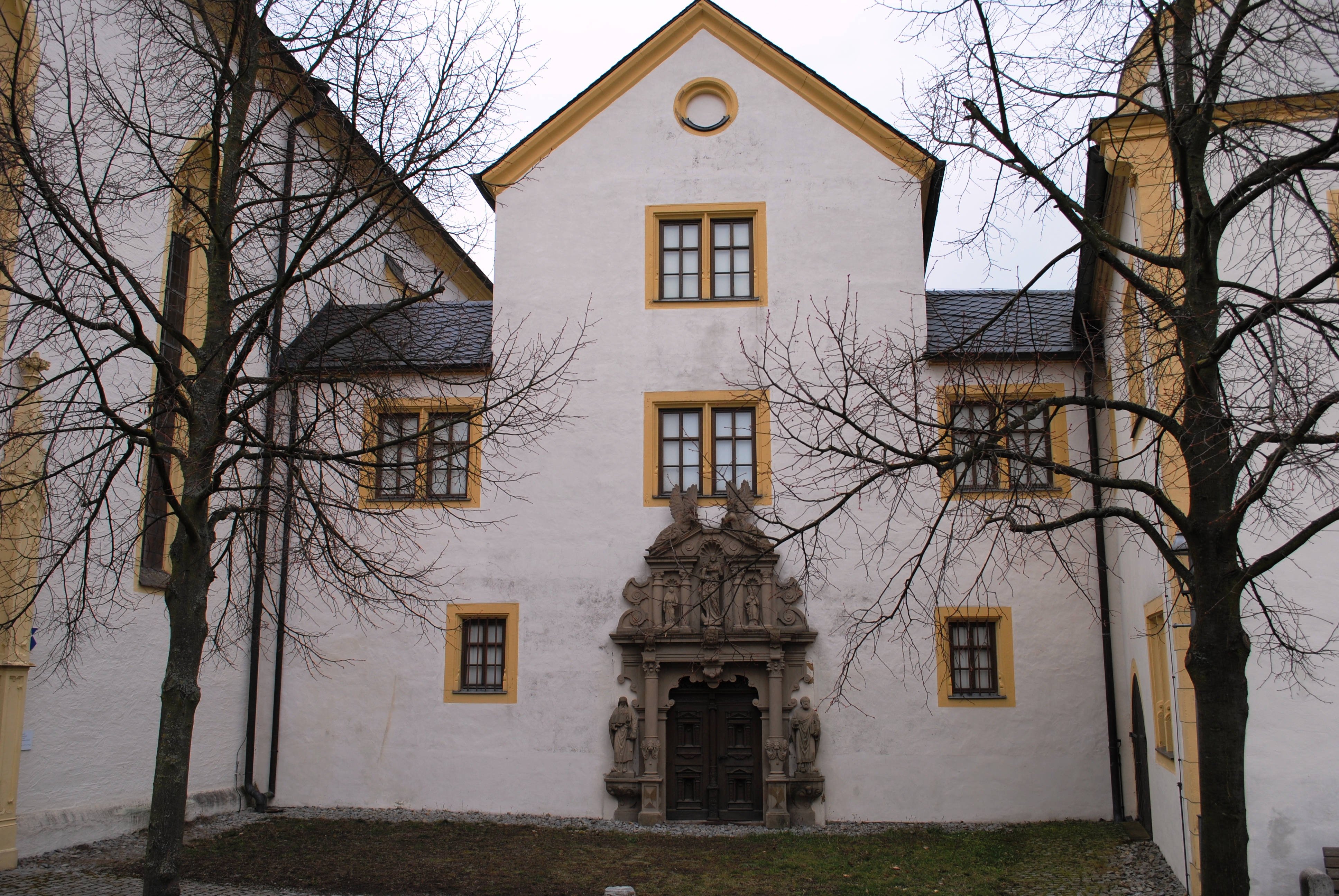
Der Verbindungsgang im Westen

Etwa am dritten Joch der Kirche wurde im Jahr 1583 im Süden der zweigeschossige Verbindungsgang zum Priorat errichtet. Ein Satteldach bedeckt den Bau. Drei Fensterachsen mit Rechteckfenstern gliedern ihn im Osten, wobei die oberen zweibahnig und die unteren einbahnig sind. Sie rahmen das Portal des Gebäudes ein, das sich bis ins 19. Jahrhundert an der Kirche befand und erst 1867 dort angebracht wurde. Es handelt sich um ein reich verziertes Renaissanceportal, das von den Figuren der Apostel Paulus (links) und Petrus (rechts) flankiert wird. Auf einem Gesims darüber thront Maria mit dem Kind. Zwei weitere Heilige rahmen die Figurengruppe ein. Abgeschlossen wird das Portal von einem Dreiecksgiebel, auf dem zwei Engel ruhen. Die hölzernen Türflügel weisen Zierarchitektur auf. In seiner Form ähnelt das Portal dem an der Wallfahrtskirche in Dettelbach.
Der Verbindungsgang hat unterschiedliche Deckenarten, im Erdgeschoss im Süden Kreuzrippengewölbe, im Norden eine Flachdecke. Das Obergeschoss ist ebenfalls mit einer Flachdecke ausgestattet. Eine einläufige Treppe führt ins Obergeschoss, von dort erreicht man den Lettner, die Wendeltreppe und die Empore der Johanniskapelle.
Die Johanniskapelle und wurde im Osten rechtwinklig an den Verbindungsgang angebaut. Seit dem Jahr 1584 wurden dort die Prioren des Klosters bestattet, weswegen die Kapelle auch Prioren- oder Schaffnerskapelle genannt wird. Sie entspricht der Spätgotik und schließt besitzt Maßwerkfenster, die im Obergeschoss von Rechteckfenstern überragt werden. Das Rippengewölbe innen trägt als Schlussstein das Wappen der Familie Schwarzenberg.

### Priorat und Prokuratur

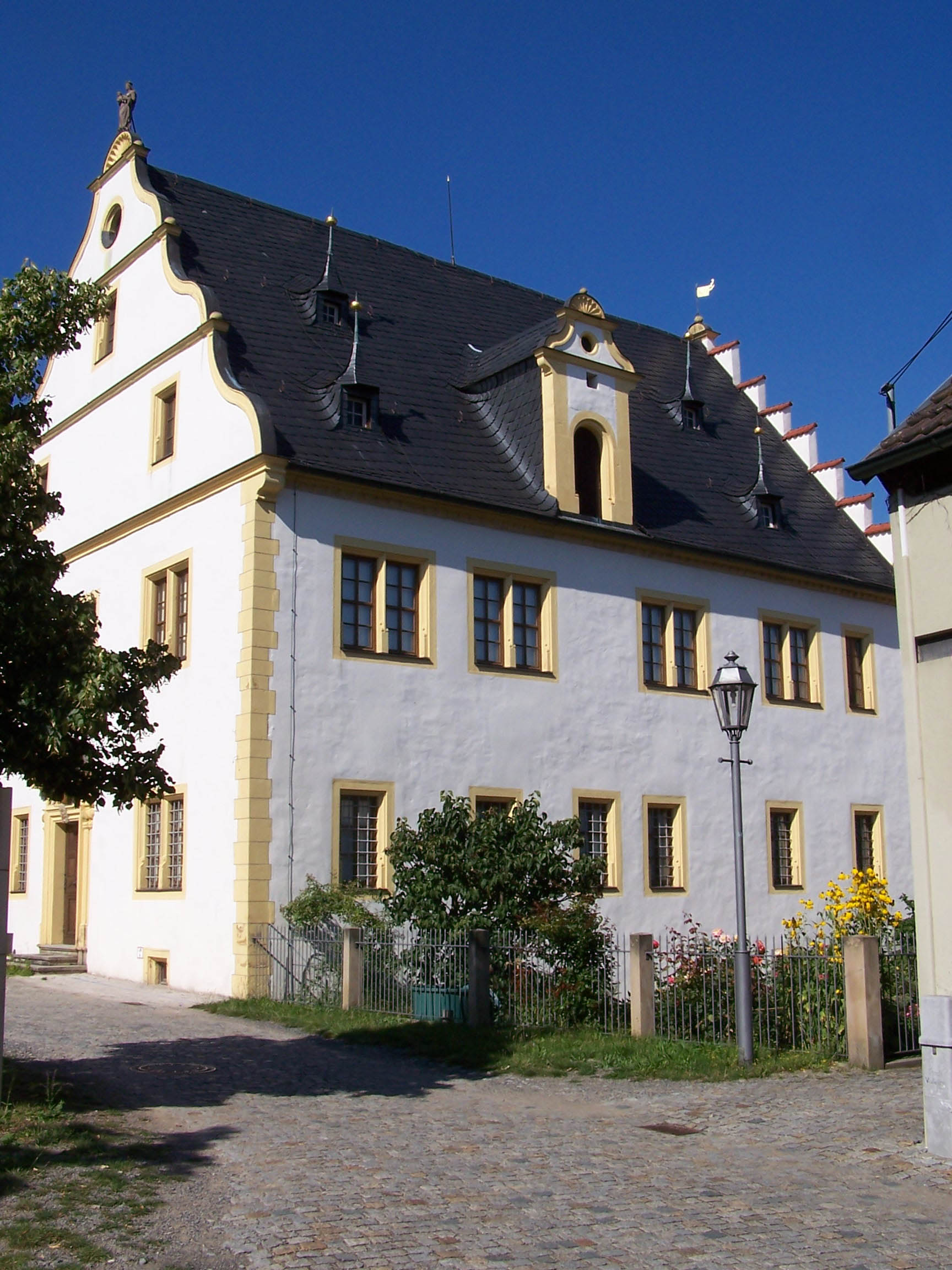
Das ehemalige Priorat von Süden

Das ehemalige Priorat, das im 18. Jahrhundert in die Prokuratur des Klosters umgewandelt wurde, schließt sich westlich an den Verbindungsgang an. Es ist ein rechteckiges, nach Nordwesten ausgerichtetes Gebäude. Das Priorat wurde 1583/1584 errichtet und barg die Verwaltungsräume des Priors. Mit der Errichtung des neuen Priorats im Jahr 1714 wurde der Bau in die Prokuratur umgewandelt und enthielt fortan die Räume zur Verwaltung des klostereigenen Hofguts.
Das Priorat ist zweigeschossig, durch mehrere ein- und zweibahnige Rechteckfenster gegliedert und mit einem Satteldach bedeckt. Längs hat es sechs Achsen, in der Breite wird es durch drei Fensterachsen gegliedert. Auf der Südseite gruppieren sich vier kleinere Gauben um eine große, die zentral das Dach beherrscht. Im Westen hat das Priorat einen dreifach unterteilten Schweifgiebel  und im Osten einen Treppengiebel. Über dem östlichen Giebel thront eine Marienfigur, der Westen wird von einer Fahne aus Metall beherrscht.
Das zentrale Portal, durch das man im Westen das Innere des Priorats erreicht, ist von barockem Gewände umgeben und von Voluten bekrönten Pilastern eingerahmt. Ein Wappen, eines der Zeichen der Astheimer Kartause bekrönt den Türstock: Oberhalb einer dreibogigen Brücke befindet sich auf der Mondsichel die Himmelskönigin Maria mit Zepter und Kind. Sie wird von floralem Ornament eingerahmt; das Wappen trägt die Buchstaben „C“ und A für Cartusia Asthemiensis. Darüber befindet sich ein ovales Fenster. Der Giebel schließt rund nach oben ab.
Das Gebäude hat im Erdgeschoss sieben Räume, im Obergeschoss sechs. Ein tiefer Keller unterhalb des Gebäudes wurde früher als Weinkeller genutzt. Das Erdgeschoss besitzt ein Kreuzgewölbe, das Obergeschoss eine stuckierte Flachdecke. Der Keller des Priorats ist tonnengewölbt.

### Torbogen und Mauerreste

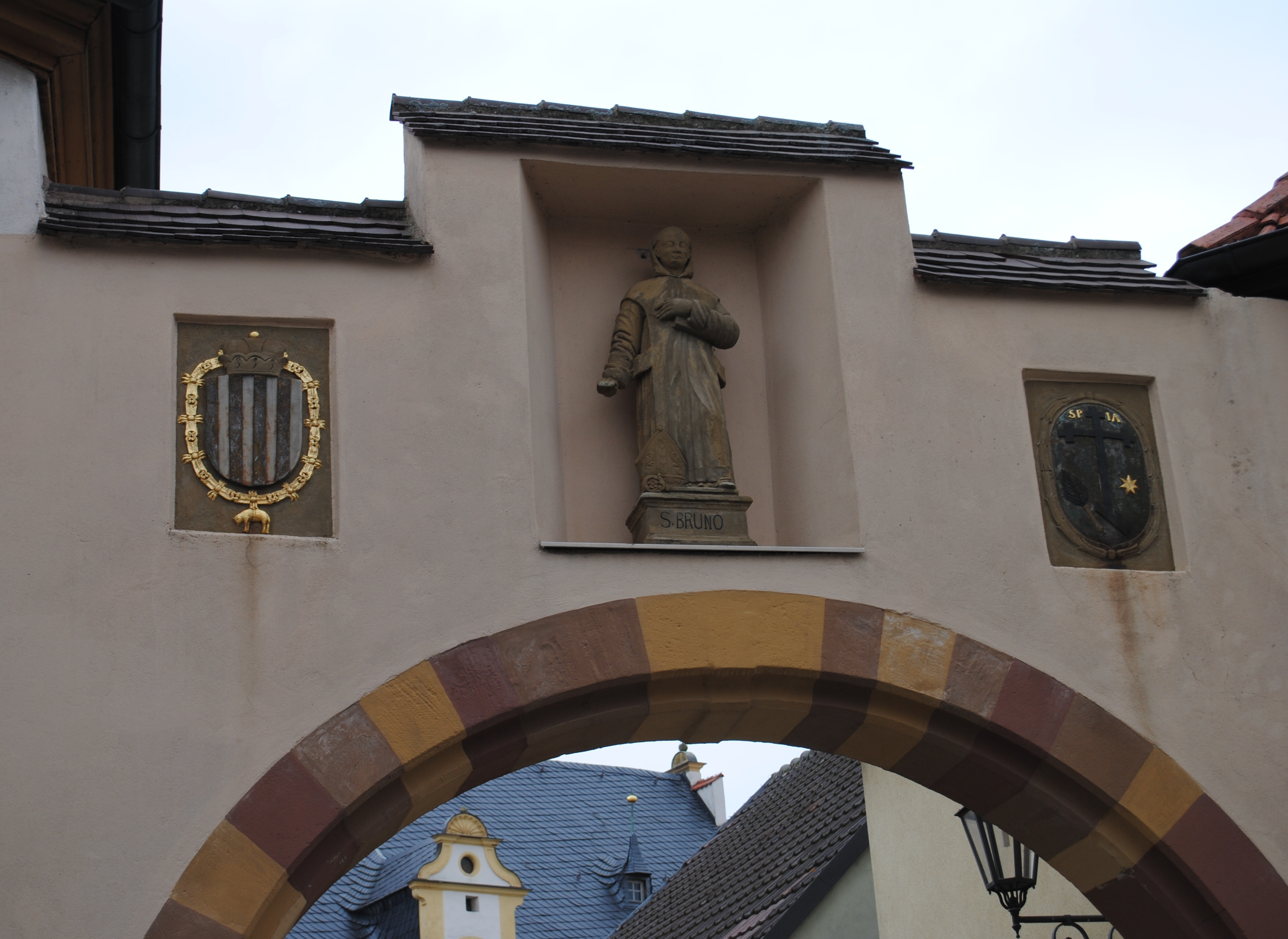
Die Wappenreliefs am Torbogen

Die Klosteranlage wird im Süden durch den Torbogen betreten, auch früher der wichtigste Eingang zur Kartause, als das Klosterareal von einem rechteckigen Mauerring umgeben war. Der rundbogige Torbogen wurde in den Jahren 1599–1600 errichtet und in der ersten Hälfte des 18. Jahrhunderts mit den Wappenreliefs verziert. Ein ursprünglich vorhandenes Holztor fiel den Zerstörungen im 19. Jahrhundert zum Opfer. Oberhalb des Tores sind zwei Wappennischen in die Sandsteinreliefs eingelassen. Sie zeigen auf der linken Seite das Wappen der Herren von Schwarzenberg, das von einer goldenen Kette mit einem goldenen Lamm umgeben ist und die Fürsten als Mitglieder des Ordens vom Goldenen Vlies ausweist; rechts ein weiteres Zeichen der Kartause: ein Wiederkreuz, umgeben von einem Ast und einem sechsstrahligen Stern. Der Torbogen wird von der Figur des heiligen Bruno beherrscht, die ebenfalls im 18. Jahrhundert in die zentrale Nische des Bogens eingesetzt wurde. Die Nische überragt die umgebenden Reliefs. Pultdächer schließen den Torbogen ab.
Mauerreste umgeben das Gelände der ehemaligen Kartause. Eine Ummauerung ist bereits vom castell'schen Gutshof seit dem 14. Jahrhundert überliefert. Die Mauern wurden von den Mönchen immer wieder ausgebessert. Im Norden der Anlage zieht sich ein großes erhaltenes Stück Mauer aus Sandstein entlang der Staatsstraße 2260. Im Westen wurde die Kartausenmauer mit einem Pultdach verstärkt und bildet die Ummauerung eines Hofes.

### Wirtschaftsgebäude
Bei den ehemaligen Wirtschaftsgebäuden entlang der Kartäuserstraße im Süden der Anlage handelte es sich um Scheunen, Stallungen, die Klosterschmiede und andere Verwaltungsgebäude für das Hofgut der Kartäuser. Sie wurden im 17. und 18. Jahrhundert errichtet und waren zunächst von Norden zu betreten. Die Auflösung des Klosters im 19. Jahrhundert ließ sie verfallen, bevor sie in der Mitte des Jahrhunderts an Privatpersonen verkauft wurden, die sie in Wohnhäuser umbauten.
Die traufständigen Gebäude mit Satteldach gruppieren sich um den Torbogen und versperren den Zugang zum Klostergelände. Sie sind zweigeschossig und teilweise mit barocken Toreinfassungen ausgestattet. Die meisten von ihnen wurden im 20. Jahrhundert erneuert, was vor allem durch Dachgauben erkennbar ist.

## Ausstattung der Konventskirche
Nachdem die Gebäude der ehemaligen Kartause in den letzten Jahren des 20. Jahrhunderts als Museum umgebaut worden waren, sind von der ursprünglichen Ausstattung der Gebäude nur die Objekte in der Klosterkirche erhalten, vor allem der mächtige Hochaltar und das Chorgestühl der Mönchskirche. Nach der Säkularisation wurden viele Gegenstände verkauft, sodass sich heute Einlegearbeiten im Museum für Franken und zwei Nebenaltäre in der Brücker Filialkirche erhalten haben.

### Hochaltar
Der Hochaltar im Osten der Konventskirche, der die Rückseite des Chores vollständig einnimmt, wurde bei der barocken Umgestaltung des Innenraums im Jahr 1723 geschaffen und geht auf eine Stiftung des Fürsten Adam Franz Karl von Schwarzenberg zurück. Der Tabernakel vor dem Altar entstand im gleichen Jahr wie der Aufbau. Der Hochaltar ist viersäulig und ist dem Kartäuserheiligen Bruno von Köln geweiht.
Rechts und links neben dem Tabernakel besitzt der Altar zwei Durchgänge. Darüber sind die von Putten umflogenen Wappen von Adam von Schwarzenberg und seiner Frau Eleonore von Lobkowitz angebracht. Vier überlebensgroße Holzfiguren umstehen das Altarblatt. Es handelt sich von links nach rechts um den Apostel Petrus, die Heiligen Hugo von Grenoble und Hugo von Lincoln und den Apostel Paulus. Zwei weitere Figuren auf Sockeln sind oberhalb der Wappen leicht zurückgesetzt. Das Altarbild zeigt Die Verehrung der Gottesmutter durch den heiligen Bruno und stammt von Oswald Onghers.
Die tragenden Rundsäulen leiten zum Auszug des Altars über. Ein mächtiges Gesims mit goldenem Ornament, auf dem Engelsfiguren sitzen, läuft am Rande in Voluten aus. Der eigentliche Auszug beginnt oberhalb des Bildes. Ein gesprengter Giebel gibt den Blick auf die Heiligste Dreifaltigkeit frei. In einer Wolkengloriole befindet sich links Jesus mit dem Kreuz. Auf der rechten Seite ist Gottvater und zwischen beiden eine Taube dargestellt. Durch ein mit gelbem Glas gefülltes Loch im Altar scheint das Licht vom Fenster.
Der Tabernakel ragt mit seinen Aufbauten bis auf die Höhe des Bildes. In seinem Zentrum trägt der Schrein des Allerheiligsten den Gekreuzigten. Sechs gewirrlte Säulen umgeben ihn. Zwei betende Engel sind um den Tabernakel postiert. Zwei Putten bekrönen seine Flügel, darüber thront zentral das Lamm Gottes, von einem Heiligenschein umgeben.

### Chorgestühl
Das große hölzerne Chorgestühl aus 32 Stallen im westlichen Teil der Kirche unterhalb des Lettners sowie im südlichen und nördlichen Langhaus diente ursprünglich den betenden Mönchen des Klosters. Es entstand im Jahr 1606 und wurde bis zum 8. Oktober dieses Jahres von unbekannten Künstlern geschaffen. Während der barocken Umgestaltung der Kirche im Jahr 1724 wurde es überarbeitet.
Von den 32 Stallen befinden sich vier unterhalb des Lettners, seitlich des Durchgangs zur Laienkirche. Jeweils zwölf verteilen sich auf das nördliche und das südliche Langhaus. Während die Dorsale des Gestühls und die regelmäßige Unterteilung der Brüstungsfelder bereits als Originalform der Renaissance vorhanden waren, verzierte man im Barock das Chorgestühl, indem man Ranken und Girlanden, sowie Baluster mit Engelsköpfen anbrachte. Auch wurden mehrere Putten auf den Aufsätzen platziert und die Betpulte überarbeitet.
Die Brüstungsfelder bestehen aus dunkleren Einlegearbeiten, die von flachen Pilastern umgeben sind. Regelmäßiger Schmuck sind die Halbrundbögen jeder Stalle. Die Zierarchitektur ist vor allem bei den Stallen unterhalb des Lettners zu erkennen. Auf dem abschließenden Fries ist im Bereich des Langhauses der Text des Psalms 134 angebracht. Unterhalb des Lettners füllen Beschlagwerkornamente und springende Einhörner den Platz aus.
Die 34 Engel, die teilweise lediglich als Köpfe, oft als plastische Figuren mit den Attributen von Heiligen erscheinen, wurden von mehreren Meistern und Gesellen geschaffen. Dies schlägt sich in der höchst unterschiedlichen Qualität der Arbeiten nieder. Im Jahr 1724 wurden Aufsätze mit Medaillons über dem Chorgestühl angebracht. Sie enthalten ein ikonographisches Programm. Unter dem Lettner sind die Heiligen des Kartäuserordens, links der heilige Bruno, rechts Hugo von Lincoln dargestellt.
Die Langhausseiten sind mit drei Aufsätzen verziert. Ein zentrales Bild ist einem Mitglied der heiligen Familie geweiht. Sie sind umgeben von kleineren Medaillons der Kirchenväter. Rechts ist das Bildnis Christi zu sehen. Ein Spruch darüber lautet: „EGO SUM VERITAS ET VITA“ (Ich bin die Wahrheit und das Leben). Hieronymus als Büßer und der heilige Augustinus rahmen ihn ein. Links wird Maria dargestellt. Ihre Inschrift lautet: „EGO MATER PUCHRAE (sic.) DILECTIONIS“ (Ich, die Mutter der schönen Liebe). Der heilige Gregor mit einer Taube und Ambrosius als Bischof umgeben sie.

### Laienaltäre
Im Bereich der Kirche, der auch den Laienbrüdern zugänglich war, befinden sich zwei Altäre. Sie wurden unterhalb des Lettners, links und rechts des Durchgangs errichtet und entstanden im Jahr 1680. Sie bestehen aus Stuckmarmor und sind wesentlich schlichter als der Hochaltar gestaltet. Sie sind den Aposteln und dem Heiligen Kreuz geweiht, ihr Aufbau ist zweisäulig. Zentral erkennt man jeweils eine halbplastische Figur, die anstatt eines Altarbildes angebracht wurde.
Auf der linken Seite ist das Kreuz zu erkennen. Es wird auf beiden Seiten von je zwei Heiligenfiguren eingerahmt. Zwei Engel flankieren darüber den Auszug, den ein Porträtmedaillon mit einem Heiligen bildet. Ähnlich ist der Altar der linken Seite gestaltet. Er wird von der Figur des Apostels Paulus beherrscht und ist von vier weiteren Aposteln umgeben.

### Fresken
Mehrere Fresken aus unterschiedlichen Jahrhunderten schmücken das Kirchenschiff. Sie wurden teilweise in späterer Zeit übermalt und konnten erst in den 1950er Jahren wieder freigelegt werden. Die ältesten dieser Malereien stammen noch aus der alten Kirche des 15. Jahrhunderts. Sie wurden durch die Anbringung neuer Fenster zu Beginn des 17. Jahrhunderts durchschnitten und zeigen die Fußwaschung Petri nördlich des Chores. Im Chor selbst sind die Kreuztragung, die
Kreuzigung Christi und das Pfingstwunder dargestellt. Das Langhaus ist von Resten einer Ölbergszene durchzogen.
Mit der Neugestaltung der Kirche begann auch eine neue Bemalung des Gotteshauses. 1603 wurden die Fenster mit einfachen Rollwerkornamenten und Girlanden ummalt. Als biblisches Programm sind in den Fensterzwickeln das Schweißtuch der Veronika und Engel mit Leidenswerkzeugen angebracht. In einem großen Gemälde im Süden oberhalb der Tür zum Verbindungsbau ist der heilige Hugo dargestellt.
In den Jahren 1625–1630 wurde die Decke vor allem mit singenden Engeln und Noten bemalt. Spruchbänder tragen die Worte „Angelus“ (Engel) und „Cherubim“. Zentral ist der Thron Gottes zu sehen. Diese Malereien wurden 1957–1958 freigelegt.

### Weitere Ausstattung
Ein weiteres Ausstattungselement der Kirche ist die Figur des heiligen Bruno von Köln oberhalb des Lettners. Auf der Südseite der Laienkirche ist ein Lavabo zu erkennen. Er stammt aus den Jahren um die Wende zum 17. Jahrhundert, ist von Säulen eingerahmt und von einem Muschelgiebel bekrönt. Darüber befindet sich ein kreuztragender Jesusknabe. Ein bronzenes Lektorium ist der Umgestaltung des 18. Jahrhunderts zuzuordnen und wurde mit einem Hinweis auf die Fürsten zu Schwarzenberg versehen.
In der Laienkirche befinden sich zwei Epitaphe aus Sandstein von Personen der Familie Schwarzenberg, im Norden der von Ursula von Schwarzenberg und im Süden der von Elisabeth von Schwarzenberg. Beide starben im 15. Jahrhundert. Der südliche weist in den Ecken vier Wappen auf und trägt eine Inschrift. Sie lautet: „mcccclxvii uff sontag nach mathei verschied die edle fraw Elisabet von schwarzenberg geboren von Colowrat awß behem der got gnedig sey amen.“

## Name des Klosters
Im Laufe der Zeit erhielt die Kartause in Astheim viele verschiedene Namen. Die Quellen nennen neun unterschiedliche Bezeichnungen. Einige stellen nur Abwandlungen dar, andere sind völlig unterschiedlich. So Sie wird als „Cartusia Astheimii“, „Cartusia Asthemiensis“ und „Cartusia Asthamensis“ bezeichnet. Ein weiterer lateinischer Name ist „Cartusiae Pontis Beatae Mariae“. Die Volkssprache nennt das Kloster „Mariabrück“. Von der Grande Chartreuse, der Zentrale der Mönche, sind die Namen „Chartreuse du Pont-Ste. Marie“, „Chartreuse du Pont-de-la-Bienheureuse-Marie en Astheim“ und „Chartreuse du Pont-Notre-Dame en Astheim“ überliefert.

## Liste der Rektoren und Prioren
Die Liste orientiert sich am Werk des Michael Wieland von 1896, in dem eine vollständige Liste der Rektoren und Prioren enthalten ist. Insgesamt standen der Kartause Astheim während ihrer Existenz 43 Rektoren und Prioren vor. Zunächst wurde das neugegründete Kloster von Mönchen aus Würzburg und Nürnberg besiedelt, als erster Rektor wurde Petrus aus der Kartause Engelgarten eingesetzt. Ab 1416 stand dem Konvent dann spätestens ein Prior vor.
| Name                       | Amtszeit       | Anmerkungen |
| -------------------------- | -------------- | --- |
| Petrus von Würzburg        | ab 1410        | erster Rektor aus Würzburg |
| Bernardus I.               | 1413–1416      | erster Prior aus Tückelhausen, Einsetzungsdatum unklar, † um 1416                                                                                                 |
| Henricus I. Molmanns       | 1416–1421      | Profeß in Astheim, Resignation 1421, † 12. August 1443 |
| Fridericus                 | 1421–1426      | * in Schweinfurt, Profeß in Tückelhausen, vorher Prior in Grünau, danach in Buxheim, Tückelhausen, † 1440                                                         |
| Petrus I. Faber            | 1426–1431      | Profeß in Nürnberg |
| Erhardus                   | 1431–1440      | |
| Udalricus Hahn             | 1440–um 1456   | auch Ulrich Hahn, Profeß in Nürnberg, danach Prior in Nürnberg, † 23. August 1457 in Nürnberg                                                                     |
| Anton Zibra                | um 1456–1463   | * in Mons, Profeß in Astheim |
| Johannes I. Krugbeck       | 1463–1468      | Profeß in Tückelhausen |
| Heinrich II. N.            | 1468–1482      | Resignation 1482 |
| Petrus Eisenhut            | 1482–1499      | Profeß in Astheim, danach Prior in Würzburg, † 2. Juni 1503 |
| Benedictus Eichel          | 1499–1508      | auch Eigel, Profeß in Astheim, vorher Prior in Büxheim, danach Prior in Nürnberg, 1. Amtszeit, † 11. Februar 1525                                                 |
| Burkardus Schneebarth      | 1508–1511      | Profeß in Astheim, Resignation 1511, † 18. Dezember 1523 |
| Benedictus Eichel          | 1511–1517      | 2. Amtszeit |
| Konradus Zerrer            | 1517–1519      | Profeß in Astheim, vorher Prior in Würzburg, † 15. Mai 1519 |
| Markus N.                  | 1519–1520      | Profeß in Astheim, Resignation 1520, † 1530 |
| Jodokus Heß                | 1520–1528      | * 1484 in Geislingen an der Steige, auch Jost Hesse, danach Prior in Erfurt, † 23. September/3. November 1539 in Erfurt                                           |
| Johannes II. Brizbach      | 1528–1529      | auch Johannes Buzbach, † 19. März 1529 |
| Sebastianus N.             | 1529–1536      | Profeß in Astheim, † 10. August 1536 |
| Johannes III. Hagel        | 1536–1542      | Profeß in Roermond, Resignation 1542, † 3. September 1552 in Roermond                                                                                             |
| Gerhardus Bonn             | 1542–1546      | Profeß in Koblenz, † 23. Juni 1561 |
| Theodorich Löher           | 1546–1550      | auch Lother, genannt „a stratis“, Profeß in Köln, † 1554 in Würzburg                                                                                              |
| Johannes IV. Horst         | 1550–1554      | Profeß in Roermond, danach Prior in Stettin, Frankfurt an der Oder                                                                                                |
| Jakobus Heil               | 1554–1563      | * in Rasperg, zuvor Prior in Erfurt, anschließend Prior in Würzburg, Prior in Tückelhausen, † 23. Januar 1574 in Würzburg                                         |
| Hermannus N.               | 1563–1566      | Profeß in Dülmen, Resignation 1566, † 1575 |
| Matthias de Monte          | 1566–1570      | * in Mons (Belgien), Profeß in Hildesheim, zuvor Prior in Grünau, anschließend Prior in Tückelhausen, Prior in Prüll, Vikar in Buxheim; † 6. Juli 1587 in Buxheim |
| Johannes V. Haupt          | 1570–1591      | Profeß in Astheim, gleichzeitig Rektor in Ilmbach, † 4. Juni 1591 in Österreich                                                                                   |
| Lukas Pomisius             | 1591–1594      | zunächst nur Rektor, † 1602 |
| Ludwig Hager               | 1594–1615      | * in Überlingen, † 19. oder 29. April 1615 in Buxheim |
| Dionysius Fichtlinus       | 1615–1620      | * in Karlstadt, auch Fichtling, Fichtel, Profeß in Astheim, † 26. Januar 1620                                                                                     |
| Bruno Fleischmann          | 1620–1639      | * 1580 in Kronach, auch Ludwig Fleischmann; † 6. Oktober 1639 |
| Renatus Reich              | 1639–1660      | * 26. Januar 1603 in Bamberg, † 8. Februar 1660 |
| Johannes VI. Caspari       | 1660–1670      | Profeß in Trier, vorher Prior in Freiburg, danach Prior in Rutila                                                                                                 |
| Georg Möring               | 1670–1712      | * 14. Februar 1628 in Heiligenstadt, † 13. November 1712 |
| Hugo Otto                  | 1712–1716      | * 7. Februar 1674 in Oberfeld, Resignation 1716, † 28. Januar 1737 in Astheim                                                                                     |
| Bernardus II. Warmuth      | 1716–1718      | * in Poppenhausen, Profeß in Würzburg, vorher Prior in Grünau, danach Prior in Würzburg, † 20. Mai 1728                                                           |
| Georgius II. Stock         | 1718–1721      | * in Hainert, Profeß in Buxheim, danach Prior in Buxheim, † 21. November 1744                                                                                     |
| Kaspar Höpfner             | 1721–1751      | * 14. April 1683 in Neustadt an der Saale, Resignation 1751, † 7. Dezember 1756                                                                                   |
| Franziskus Mayer           | 1751–1756      | † um 1756 |
| Johannes Stödt             | 1756–um 1790   | † um 1790 |
| (Nicolaus Albergatus Pütz) | 1773/1776–1788 | auch Nikolaus Albertus Büz, Resignation |
| Antonius Hoffmann          | um 1790–1803   | letzter Prior vor der Säkularisation, † 9. Dezember 1821 in Astheim                                                                                               |

## Bestattete der Familie Schwarzenberg

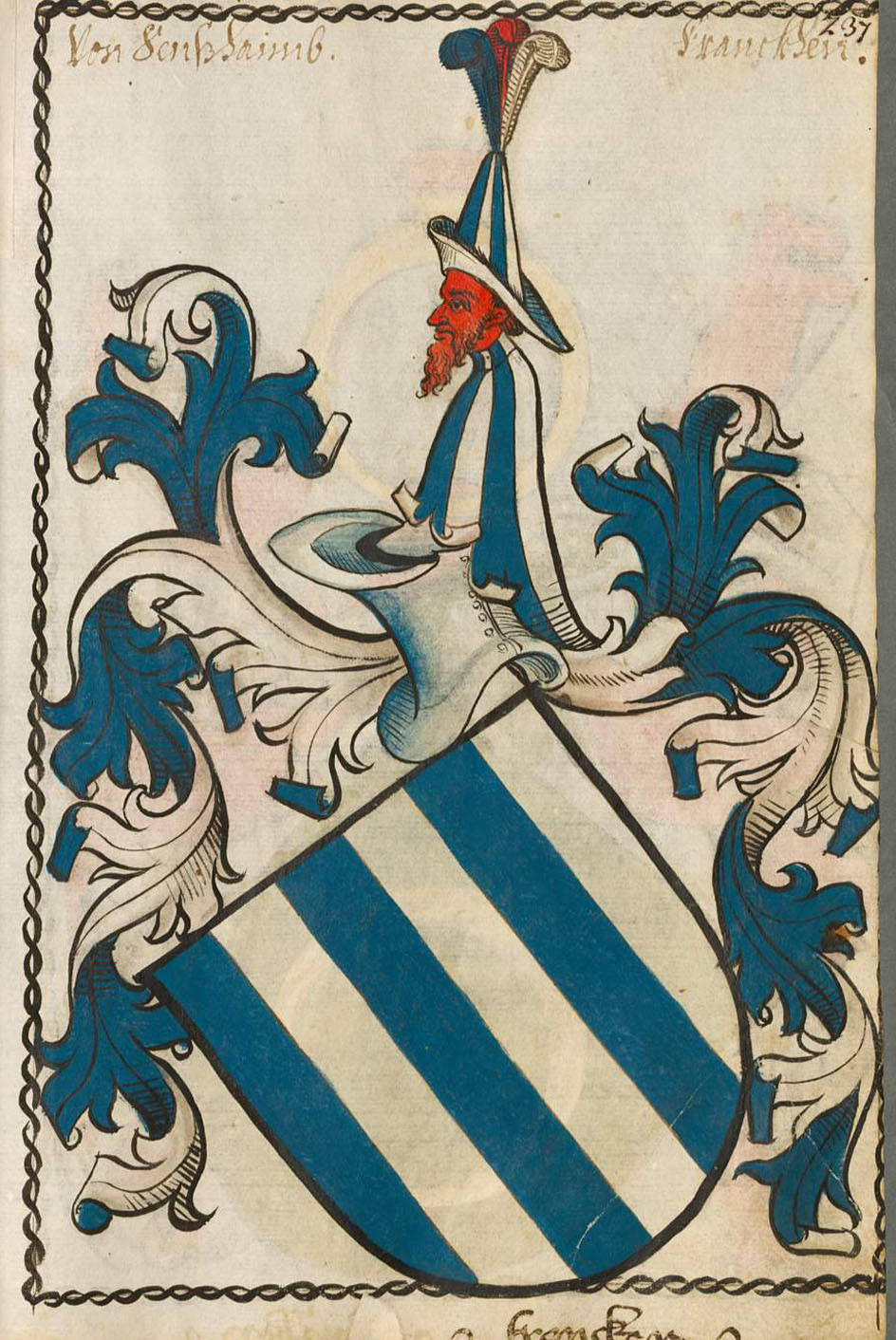
Das Wappen der Familie Schwarzenberg

Seit der Gründung der Kartause im Jahr 1409 wurde die Kirche auch als Begräbnisstätte für die Stifter der Familie Schwarzenberg genutzt. Bis zu ihrer Fertigstellung bestattete man die Verstorbenen in einer anderen Kapelle auf dem Klostergelände. Erkinger I. war der Erste, der in der Konventskirche beerdigt wurde. Insgesamt liegen 23 Personen der Familie in der Kirche.
| Name         | Sterbejahr | Anmerkungen                |
| ------------ | ---------- | -------------------------- |
| Anna         | 1418       | geb. von Bibra             |
| Gertrud      | 1428       | geb. Freiin von Kronenberg |
| Erkinger I.  | 1437       |                            |
| Barbara      | 1448       | geb. von Abensberg         |
| Hermann      | 1448       |                            |
| Georg        | 1456       |                            |
| Ulrich       | 1456       |                            |
| Elisabeth    | 1467       | geb. Kolowrat              |
| Michael I.   | 1469       |                            |
| Eva          | 1498       | geb. von Erbach            |
| Michael II.  | 1499       |                            |
| Johann I.    | 1460       |                            |
| Sigmund      | 1502       |                            |
| Kunigunde    | 1502       | geb. von Rieneck           |
| Margaretha   | 1503       | geb. von Hutten            |
| Erkinger II. | 1503       |                            |
| Ernst        | 1519       |                            |
| Sigmund      | 1529       |                            |
| Anna         | 1529       | geb. von Fürstenberg       |
| Christoph    | 1599       |                            |
| Johann       | 1601       |                            |
| Wolf Jakob   | 1618       |                            |
| Anton        | 1764       |                            |